# کژوچا
کژوچا (به لهستانی:  Krzywcza) یک روستا در لهستان است که در گمینا کژوچا واقع شده‌است.
 کژوچا  ۶۰۰ نفر جمعیت دارد.